# Donje Crkvice
Donje Crkvice este un sat din comuna Nikšić, Muntenegru. Conform datelor de la recensământul din 2003, localitatea are 76 de locuitori (la recensământul din 1991 erau 97 de locuitori).

## Demografie
În satul Donje Crkvice locuiesc 63 de persoane adulte, iar vârsta medie a populației este de 47,3 de ani (42,4 la bărbați și 52,2 la femei). În localitate sunt 29 de gospodării, iar numărul mediu de membri în gospodărie este de 2,62.
Această localitate este populată majoritar de sârbi (conform recensământului din 2003).
|  |

| Demografie | Demografie | Demografie |
| An         | Locuitori  | Locuitori  |
| ---------- | ---------- | ---------- |
|            |            |            |
|            |            |            |
|            |            |            |
|            |            |            |
| 1948       | 224        |            |
| 1953       | 258        |            |
| 1961       | 240        |            |
| 1971       | 211        |            |
| 1981       | 178        |            |
| 1991       | 97         | 97         |
| 2003       | 82         | 76         |

| \| Componența etnică conform recensământului din 2003[2] \| Componența etnică conform recensământului din 2003[2] \| Componența etnică conform recensământului din 2003[2] \| Componența etnică conform recensământului din 2003[2] \| Componența etnică conform recensământului din 2003[2] \| \| ----------------------------------------------------- \| ----------------------------------------------------- \| ----------------------------------------------------- \| ----------------------------------------------------- \| ----------------------------------------------------- \| \| \| \| \| \| \| \| Sârbi \| Sârbi \| \| 67 \| 88,15% \| \| Muntenegreni \| Muntenegreni \| \| 9 \| 11,84% \| \| necunoscută \| necunoscută \| \| 0 \| 0% \| |              |  |    |        |
| Componența etnică conform recensământului din 2003 |              |  |    |        |
| |              |  |    |        |
| Sârbi | Sârbi        |  | 67 | 88,15% |
| Muntenegreni | Muntenegreni |  | 9  | 11,84% |
| necunoscută | necunoscută  |  | 0  | 0%     |